# Киприан (Кириакидис)
Митрополи́т Киприа́н (греч. Μητροπολίτης Κυπριανός, в миру Хри́стос Кириаки́дис, греч. Χρήστος Κυριακίδης: 1908, Какопетрия, Никосия — 23 декабря 1983, Какопетрия, Никосия) — епископ Кипрской православной церкви, митрополит Киринийский, проэдр Солеи.

## Биография
Он родился в деревне Какопетрия в провинции Никосия в 1908 году как первый ребёнок из десяти в семьи Фемистоклиса и Ефимии Кириакидисов. В 1928—1934 годах окончил Богословскую школу Афинского университета, а после окончания учебы в университете он вернулся на Кипр в июле 1934 года и был назначен проповедником Архиепископии, где и оставался на этой должности до сентября 1946 года.
Был послушником в Киккском монастыре.
18 апреля 1948 года рукоположён во епископа Киренийского с возведением в сан митрополита.
15 января 1950 года Священный Синод Кипрской православной церкви провёл плебисцит, результаты которого показали, что 95,7 % греков стоят за союз с Грецией, однако английское правительство не признало этот плебисцит и не приняло делегацию во главе с митрополитом Киренийским Киприаном.
1 апреля 1955 году на Кипре вспыхнуло новое восстание за свободу. 9 марта 1956 года Архиепископ Макарий III и митрополит Киприан были тайно взяты под стражу, а затем сосланы на Сейшельские острова в Индийском океане.
В апреле 1957 года под давлением киприотов и мировой общественности Архиепископ Макарий III и митрополит Киренийский Киприан были освобождены с условием, чтобы, оставив место заключения, они отправились куда угодно, но не на Кипр, после чего они уехали в Афины.
В феврале 1959 года Митрополит Макарий III участвовал в Лондонском совещании, явившемся продолжением переговоров в Цюрихе. В Лондоне были подписаны соглашения, на основе которых позднее Кипру была предоставлена самостоятельность.
В марте 1959 года, после принятия Цюрихско-Лондонского соглашения, Архиепископ Макарий III и митрополит Киренийский Киприан смогли возвратиться на Кипр.
Кризис 1967 году привёл к значительному ограничению греческого военного присутствия, но Греция продолжала борьбу против правительства Архиепископа Макария III, используя в качестве политического инструмента авторитет Церкви.
Итогом противостояния стало то, что 2 марта 1972 года митрополиты Пафский Геннадий (Махериотис), Китийский Анфим (Махериотис) и Киренийский Киприан (Кириакидис) потребовали отставки архиепископа Макария III с поста президента Кипра под предлогом несовместимости президентской власти с занимаемым постом Главы Церкви. Главы Православных и инославных Церквей выступили в поддержку Макария III, считая его традиционным (с 1660 года) преемником архиепископов — этнархов кипрского народа.
8 марта 1973 года в Лимасоле состоялось заседание Священного Синода, на котором присутствовали три митрополита — митрополит Пафский Геннадий (Махериотис), митрополит Китийский Анфим (Махериотис) и митрополит Киринийский Киприан (Кириакидис). Они под предлогом несовместимости мирского служения со священным саном определили отстранить Архиепископа Макария III от должности Предстоятеля Кипрской Церкви. При этом Митрополит Пафский Геннадий был избран ими местоблюстителем.
Архиепископ Макарий немедленно ответил на это решение, заявив, что оно недействительно, так как Синод собрался нелегально (без воли Архиепископа), мало того, оно по мнению Архиепископа Макария показало, что митрополиты не смогли оценить внутренней политической ситуации в стране, подрывали моральный авторитет самой Церкви, саботируя её, и выступали вообще против кипрского народа.
14 июля 1973 года в Никосии под председательством Папы и Патриарха Александрийского и всей Африки Николая VI при участии Патриарха Антиохийского и всего Востока Илии IV и других одиннадцати архиереев Александрийского, Антиохийского и Иерусалимского патриархатов состоялся Великий и Верховный Синод, единодушно признавший постановления трёх кипрских митрополитом о низложении Архиепископа Макария антиканоничными и недействительными. Митрополиты были отстранены от своих обязанностей.
Митрополиты отказались подчиниться решениям Великого и Верховного Синода, заявив, что такой Синод имеет право созывать только Константинопольский Патриарх, а последний в деяниях Синода не участвовал. Генерал Гривас, в свою очередь, заявил, что данный Синод явился «вторжением ислама под руководством Патриарха Александрийского» и ведёт к хаосу и кровопролитию. Отстраненных митрополитов он взял под защиту военных сил.
В июле 1974 году попытка государственного переворота привела к вторжению на остров турецких войск. Архиепископ Макарий III покинул Кипр, но в декабре того же года вернулся из Лондона. Турки заняли 37 % кипрской территории.
Он умер в своем родном городе Какопетрия на Кипре 23 декабря 1983 года, вне общения с Кипрской православной церквой. Только 15 января 2024 года, Синодом Кипрской православной церкви, было снято посмертное отлучение митрополита Киприана.